# Geranium sericeum
Geranium sericeum là một loài thực vật thuộc họ Geraniaceae. Đây là loài đặc hữu của Ecuador. Môi trường sống tự nhiên của chúng là subtropical hoặc tropical high-altitude vùng đồng cỏ.